# 熱線追蹤
《熱線追蹤》是台灣電視公司（台視）的新聞雜誌節目，可分為兩代版本。

## 主持人

### 第一代版本
- 第一代：盛竹如
- 第二代：李四端

### 第二代版本
- 第一代：歐懿慧
- 第二代：林益如
- 第三代：王李中彥

## 沿革

### 第一代版本
《熱線追蹤》第一代版本為1983年8月9日開播、1995年7月31日停播，共511集，期間混用《熱線追蹤》與《台視新聞熱線追蹤》二名。《台視新聞熱線追蹤》第一代主持人以盛竹如為主，另一位記者輪流與盛竹如共同擔任主持人。
1985年4月15日21:30～23:00，台視新聞部製播第四核能發電廠議題座談會《核四廠該不該興建》，放在《台視新聞熱線追蹤》內播出，主持人是林達與袁乃娟。
1989年4月20日，《熱線追蹤》播出台灣電視史上第一個由台灣記者前往中國大陸拍攝且經行政院新聞局審查通過的新聞影片《北平故都面面觀》，長度為14分鐘。
1991年4月，《台視新聞熱線追蹤》獲頒第26屆金鐘獎電視金鐘獎新聞節目獎。
1991年9月30日21:30～22:40，台視新聞部製作組製播中華民國外交部次長章孝嚴與民主進步黨立法委員謝長廷的電視辯論會《章孝嚴、謝長廷國是辯論會——加入聯合國》，放在《台視新聞熱線追蹤》內播出，主持人李四端，是台灣電視史上第一次現場直播的政論性辯論會。
1995年8月7日至2002年4月29日，《熱線追蹤》改名為《熱線新聞網》，共361集。

### 第二代版本
2008年10月20日，台視主頻定每星期一至四23:10～23:40為深度報導節目時段，其中每星期一播映《熱線追蹤》第二代版本。《熱線追蹤》第二代版本第一代主持人為歐懿慧，歐懿慧時期的《熱線追蹤》口號為「發燒新聞話題 熱線追根究柢」。
2008年12月22日，台視主頻深度報導節目時段改為每星期一至四23:00～23:30。
2009年6月8日，《熱線追蹤》第二代版本自第33集起，台視主頻播出時間改為每星期一至四22:00，林益如擔任第二代主持人，每星期一之主題為《發燒話題 追根究柢》，每星期二之主題為《螢光幕後 戲夢人生》，每星期三之主題為《世界之窗 縱觀天下》，每星期四之主題為《發現新台幣 點石便成金》。
2009年8月10日至8月20日，《熱線追蹤》改以現場直播方式播出88水災特別報導，故原節目內容暫停播出兩週。
2009年12月31日，因台視與八大綜合台聯合轉播《2 in One台中更棒：2010台中市跨年晚會》，當日《熱線追蹤》暫停播出乙次。
2010年2月1日至2月18日，《熱線追蹤》停播三星期，2月1日至2月11日原時段改播談話節目《風雲大人物》，2月15日至2月18日播出新春特別節目《世紀巨星演唱會》。
2010年3月4日，《熱線追蹤》改以現場直播方式播出甲仙大地震特別報導，故原節目內容暫停播出一次。
2010年4月26日至4月28日，《熱線追蹤》改以現場直播方式播出國道3號大走山特別報導，暫停播出原節目內容。
2010年5月17日至5月27日，《熱線追蹤》停播兩週，原時段改播中華民國建國百年特別專題節目《深耕百年 創新台灣》。
2010年6月22日，《熱線追蹤》每星期二播映主題改為《大千舞台 感動人生》，主題人物擴大至企業家。
2010年8月25日，《熱線追蹤》原每星期四之主題《發現新台幣 點石便成金》改在每星期三播出；《熱線追蹤》原每星期三之主題《世界之窗 縱觀天下》獨立為國際新聞節目《國際熱線》，播出時間為每星期日10:30～11:30。2010年8月26日，友松傳播製作的台視大型實境時尚選秀節目《超級設計師》開播，播出時間為《熱線追蹤》原每星期四之時段。
2011年11月30日，《熱線追蹤》原每星期三之時段停播，原時段改重播已播畢的週日偶像劇《醉後決定愛上你》。
2012年4月11日，《熱線追蹤》原每星期三之時段復播並將主題改為《縱貫東西 橫越古今》，原每星期二播出之主題改為《歷史風雲 鑑往知來》。《熱線追蹤》同時啟用官方英文譯名「In Depth Report」。
2012年10月1日，《熱線追蹤》每星期一在台視HD台的首播正式改以高畫質播出，每星期二、三仍以標準畫質播出。
2012年11月26日，《熱線追蹤》播出時段調整為每星期一至三23:10播出，原時段首播《樂光寶盒》。
2013年3月11日，因《樂光寶盒》停播，《熱線追蹤》播出時段恢復為每星期一至三22:00播出。
2013年5月27日至5月29日，《熱線追蹤》停播3集，原時段改播科普節目《探索科學 解碼台灣》。
2013年11月18日及11月19日，《熱線追蹤》停播2集，改播出《金馬奔騰－風華半世紀》（11月18日～11月20日）。
2014年3月1日，《文茜的音樂故事》開播，《熱線追蹤》改為每週一晚間10點播出。
2015年1月5日，王李中彥擔任《熱線追蹤》第三代主持人，且將內容進行改版，歷史相關單元則獨立為《歷史風雲錄》節目。
2016年1月11日，《熱線追蹤》於主頻暫停播出，原時段改播出《正妹讚出來》，而新聞台原《熱線追蹤》時段因主頻暫停播出，則改播出精選版。
2016年2月15日，《熱線追蹤》恢復播出，播出時間改為每週一23:00~24:00。
2016年3月21日，《熱線追蹤》播出時間改回每週一22:00~23:00。
2016年4月11日，台視新聞推出科普節目《探索科學 宇宙奇航》，《熱線追蹤》暫停播出三週。
2016年5月9日，因應台視節目調整，《熱線追蹤》改為每週六20:00在台視新聞台首播。

## 外部連結
- 熱線追蹤 （页面存档备份，存于）
- 熱線追蹤 - 台視網站 （页面存档备份，存于）
- 熱線追蹤的Facebook專頁
- YouTube上的熱線追蹤播放列表—TTV台視新聞節目

| 台視主頻 | 台視主頻                                 | 台視主頻 |
| -------- | ---------------------------------------- | -------- |
|          | 熱線追蹤 （1983年8月9日－2002年4月29日） |          |
| —        | —                                        |          |

| 台視主頻、台視新聞台 | 台視主頻、台視新聞台          | 台視主頻、台視新聞台 |
| -------------------- | ----------------------------- | -------------------- |
|                      | 熱線追蹤 （2008年10月20日－） |                      |
| —                    | —                             |                      |